# Campeonato de Irlanda de Rugby 2009-10
El Campeonato de Rugby de Irlanda (oficialmente All-Ireland League) de 2009-10 fue la vigésima edición del principal torneo de rugby de la Isla de Irlanda, el torneo que agrupa a equipos tanto de la República de Irlanda como los de Irlanda del Norte.

## Sistema de disputa
Cada equipo disputó encuentros frente a cada uno de los rivales de local y de visita, totalizando 14 partidos cada uno.
Luego de la fase regular los tres mejores clasificados disputaran una semifinal en donde se incorporó el campeón de la segunda división.
Los equipos que al terminar en las últimas dos posiciones descienden directamente a la segunda división.
Puntuación
Para ordenar a los equipos en la tabla de posiciones se los puntuará según los resultados obtenidos.
- 4 puntos por victoria.
- 2 puntos por empate.
- 0 puntos por derrota.
- 1 punto bonus por ganar haciendo 3 o más tries que el rival.
- 1 punto bonus por perder por siete o menos puntos de diferencia.

## Clasificación
| Pos. | Equipo             | Encuentros | Encuentros | Encuentros | Encuentros | Tantos | Tantos | Tantos | PB | PB | Puntos |
| Pos. | Equipo             | PJ         | PG         | PE         | PP         | F      | C      | Dif    | BO | BD | Puntos |
| ---- | ------------------ | ---------- | ---------- | ---------- | ---------- | ------ | ------ | ------ | -- | -- | ------ |
| 1.º  | Cork Constitution  | 14         | 10         | 1          | 3          | 231    | 165    | +66    | 1  | 3  | 46     |
| 2.º  | St. Mary's College | 14         | 9          | 0          | 5          | 286    | 200    | +86    | 4  | 3  | 43     |
| 3.º  | Dolphin            | 14         | 8          | 0          | 6          | 225    | 202    | +23    | 2  | 2  | 36     |
| 4.º  | Blackrock College  | 14         | 7          | 0          | 7          | 235    | 207    | +28    | 2  | 4  | 34     |
| 5.º  | Shannon            | 14         | 6          | 0          | 8          | 242    | 218    | +24    | 3  | 7  | 34     |
| 6.º  | Garryowen          | 14         | 7          | 1          | 6          | 158    | 201    | -43    | 0  | 4  | 34     |
| 7.º  | Clontarf           | 14         | 5          | 0          | 9          | 214    | 257    | -43    | 1  | 3  | 24     |
| 8.º  | U.L. Bohemian      | 14         | 3          | 0          | 11         | 149    | 290    | -141   | 0  | 4  | 16     |

## Fase final

### Semifinales
| 17 de abril de 2010 | Old Belvedere | 23 - 24 | St. Mary's College |  |  |

| 17 de abril de 2010 | Cork Constitution | 31 - 18 | Dolphin |  |  |

### Final
| 8 de mayo de 2010 | Cork Constitution | 17 - 10 | St. Mary's College |  |  |

| Bandera de Irlanda        |
| Campeón Cork Constitution |
| Cuarto título             |